# Cissus modesta
Cissus modesta är en vinväxtart som först beskrevs av Friedrich Anton Wilhelm Miquel, och fick sitt nu gällande namn av Gerda Jane Hillegonda Amshoff. Cissus modesta ingår i släktet Cissus och familjen vinväxter. Inga underarter finns listade i Catalogue of Life.